# تغريد جرجور
تغريد جرجور ممثلة ومؤدية صوت سورية.

## عن حياتها
خريجة كلية الصحافة عام 1998 . شاركت في العديد من الأعمال التلفزيونية ولديها مشاركات في الدوبلاج. لديها ابنة إسمها آليسار من مواليد عام 2000 .
بدات الفنانة تغريد بالعمل في مركز الزهرة منذ عام 2003 تقريبا ولها العديد من الأعمال الجميلة

## أعمالها

### في الدوبلاج
- القناص - كوربيكا - ماتشي - كاروتو
- إيروكا - راي
- حكايات ما أحلاها - الأميرة ياقوت - بائعة الكبريت
- أدغال الديجيتال - نينا وساندرا
- أبطال الديجيتال الجزء الرابع - شمس - بائعة الورد - هادى - رياح - سوسى
- اللعبة الكبرى ج1 - شهد
- ستروبي شورت كيك ج1 وج2
- سوبر بيدا مان - سمية
- سوبر سونيك سبنر - قصي
- المحقق كونان ج4 - أكامي أخت هايبرا، كازوها، يوكيكو، ميتسو
- دراغون بول زد ج1 - تشيتشي
- سابق ولاحق ماكس - سلمى

## روابط خارجية
- تغريد جرجور على موقع قاعدة بيانات الأفلام العربية